# Asesinato de Tammy Terrell
Tammy Corrine Terrell (4 de julio de 1963 - c. 4 de octubre de 1980) fue una víctima de asesinato estadounidense originaria de Roswell, Nuevo México. Su cuerpo fue descubierto el 5 de octubre de 1980 en Henderson, Nevada, y permaneció sin identificar durante 41 años, hasta diciembre de 2021. Su caso fue objeto de amplios esfuerzos por parte de los investigadores y ha sido señalado como inspirador de otros trabajos para resolver casos fríos de víctimas de asesinato no identificadas.
Antes de su identificación, era conocida como Arroyo Grande Jane Doe (la desconocida de Arroyo Grande).

## Descubrimiento
Aproximadamente a las 9:20 p. m. del domingo 5 de octubre de 1980, se encontró el cuerpo desnudo de una adolescente o mujer joven blanca de entre 13 y 25 años (muy probablemente de 17-18 años) con un traumatismo por objeto contundente que incluía múltiples heridas en la parte posterior de la cabeza (que se cree que fueron causadas por un martillo para techos o un martillo de carpintero), signos de lesiones en la cara y siete heridas punzantes en la parte superior izquierda de la espalda. Uno de sus dientes inferiores había sido arrancado en el ataque.
Su cuerpo fue encontrado justo al sur de la ruta estatal 146, cerca del arroyo Arroyo Grande, donde se encuentra actualmente la carretera de circunvalación I-215. Había sido colocada en una posición descrita como "posada básicamente" y estaba boca abajo. El cuerpo fue descubierto por dos hermanos que conducían por un camino de tierra, uno de los cuales era un oficial de policía fuera de servicio. La causa de la muerte se identificó como un instrumento desconocido de dos puntas de unos 76 mm de largo que se utilizó para apuñalar a la víctima. Había muerto unas horas antes y había evidencia de agresión sexual. Al parecer, el cuerpo había sido lavado y se encontró cerca un trozo de cortina de ducha amarilla o naranja.
Su cabello de alrededor de 28 cm de largo era de un color pelirrojo, rubio acastañado natural o rubio fresa, a la altura de los hombros. Medía alrededor de 1,57 m de altura y pesaba entre 44 y 50 kg. Todavía tenía las muelas del juicio (que estaban impactadas) y un espacio visible entre dos de sus dientes superiores derechos, posiblemente producido post mortem. También existe la posibilidad de que se hubiera fracturado la mandíbula en el pasado. Tenía pendientes en las orejas y las uñas pintadas de color plateado. La víctima tenía empastes dentales en algunos de sus dientes, lo que demuestra que había acudido a un dentista. Sus ojos eran de color avellana o azul (algunas fuentes dicen verdes) y tenía un tatuaje pequeño (alrededor de 1⁄2″×1⁄4″), tosco, aparentemente amateur de una "S" en su antebrazo derecho, hecho con tinta azul. El tatuaje parecía haber sido "entintado" no mucho antes de que ella muriera. Tenía una cicatriz de vacunación en el bíceps izquierdo. Se determinó que probablemente había muerto el día antes de que se descubriera su cuerpo. La víctima también se había sometido a un "procedimiento de sutura" inusual para enderezar uno de sus dientes, lo que llevó a los investigadores a creer que no estaba empobrecida.
El oficial de policía que descubrió su cuerpo donó dinero para su entierro, visita regularmente la tumba con su esposa y deja flores en su memoria.

## Investigación

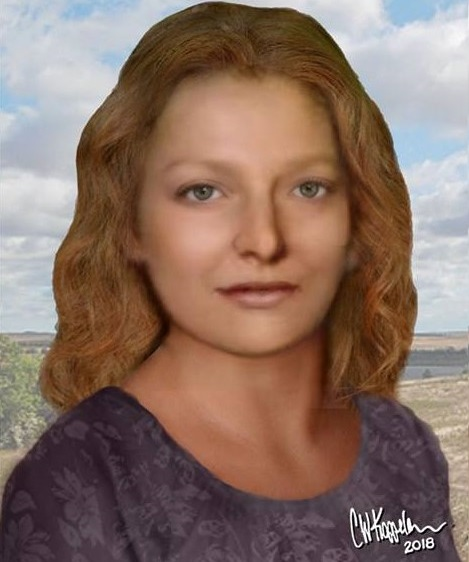
Reconstrucción facial forense de la Jane Doe de Arroyo Grande.

Los investigadores hicieron grandes esfuerzos para tratar de identificar el cuerpo de la joven. Se tomaron las huellas dactilares de la víctima y se registraron sus características dentales, pero no se pudo comparar con nadie. Eventualmente, la Universidad del Norte de Texas elaboró el perfil de ADN de la víctima y lo introdujo en las bases de datos nacionales, que no pudieron revelar su identidad. Varios programas de televisión transmitieron información sobre el caso con la esperanza de generar pistas, pero ninguna de ellas condujo a su identificación ni la detención de su(s) asesino(s). Se crearon reconstrucciones faciales forenses para tener un parecido de Jane Doe, con la esperanza de que permitieran su reconocimiento por parte de quienes pudieran haberla conocido.
El cuerpo ha sido exhumado al menos en cuatro ocasiones para investigaciones adicionales: en 2002, 2003, 2009 y 2016. En 2003, su cuerpo fue exhumado después de que las autoridades siguieran las pistas de una chica desaparecida de California, que finalmente fue descartada por análisis de ADN. Se excluyeron treinta y dos personas desaparecidas como posibles identidades de la víctima.
El ex forense del condado de Clark donde se encontró el cuerpo de la víctima ha colaborado con el Centro Nacional para Niños Desaparecidos y Explotados (NCMEC) para ayudar con el caso. En un video publicado en octubre de 2015, dijo que "alguien extraña a su niña, alguien sabe quién es, alguien debe presentarse y ayudarnos", y dijo que esperaba que las reconstrucciones creadas de la víctima desencadenaran el reconocimiento. Dijo que el caso de esta víctima fue un impulso para que el departamento local desarrollara una "unidad de casos fríos" para sus casos sin resolver. "Ella es el caso que lo empezó todo para nosotros", dijo. El oficial que encontró el cuerpo describió sentimientos similares sobre el caso.
En junio de 2015, el caso fue reabierto oficialmente por los investigadores. Una nueva imagen por ordenador reemplazó a una versión que había creado la organización.

## Identificación

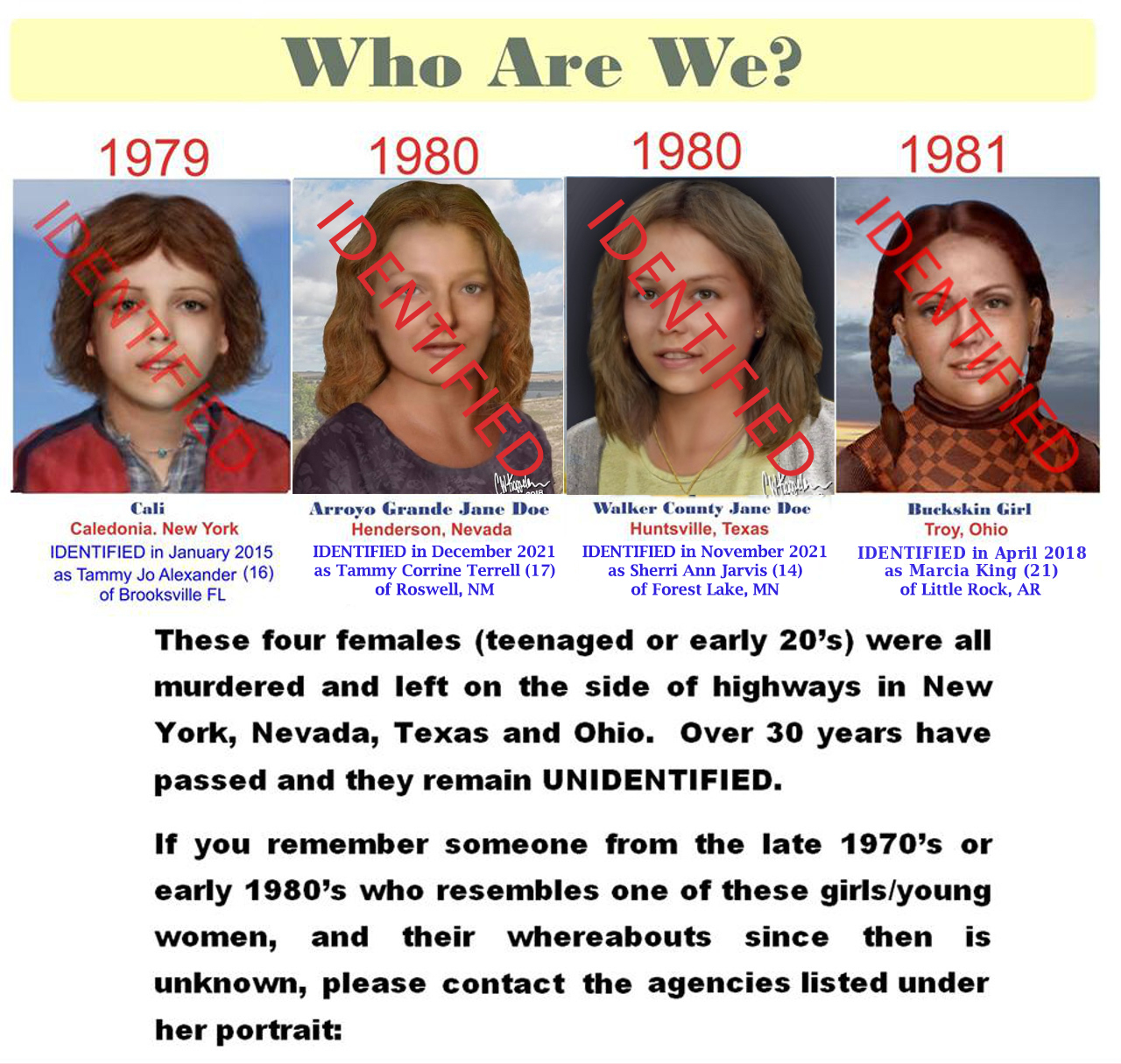
Una serie de cuatro mujeres jóvenes no identificadas cuyos rostros han sido reconstruidos forensemente, todas las cuales acabaron siendo identificadas cuatro décadas después: Tammy Terrell se representa en segundo lugar a la izquierda.
Las otras son Tammy Alexander, Sherri Ann Jarvis y Marcia King.

El 2 de diciembre de 2021, el Departamento de Policía de Henderson anunció que la Jane Doe de Arroyo Grande había sido identificada como Tammy Corrine Terrell, de 17 años, de Roswell, Nuevo México. Fue identificada a través de la genealogía forense en un esfuerzo supervisado por Barbara Rae-Venter, una genealogista genética que también participó en la identificación de Joseph James DeAngelo como el Asesino de Golden State en 2018. Se utilizaron muestras de ADN de sus dos hermanas para identificarla positivamente.
Terrell fue vista por última vez el 28 de septiembre de 1980, cuando la dejaron en la Feria Estatal de Roswell. Más tarde, esa misma noche, fue vista en un restaurante en Roswell con un hombre y una mujer blancos, posiblemente planeando dirigirse a California. La investigación sobre su asesinato sigue en curso.